# Художня галерея в Нова-Гориці
Художня галерея в Нова-Гориці (англ. Nova Gorica City Gallery; словен. Mestna galerija Nova Gorica) — художній музей в словенському місті Нова Гориця, створений в 1997 році; з 2000 року є частиною місцевого будинку культури «Kulturni dom Nova Gorica» (Nova Gorica Arts Centre); з 2000 року формує власну колекцію; проводить тимчасові виставки творів сучасного мистецтва.

## Історія і опис
Міська художня галерея в Нова-Горице була заснована в 1997 році в приміщенні Словенського національного театру «Нова Гориця»; з тих пір галерея перетворилася на один з ключових інститутів сучасного мистецтва в регіоні. Галерея володіє власним будинком з виставковим залом площею 361 квадратний метр; з 2000 року в її приміщеннях проходить Міжнародний фестиваль комп'ютерного мистецтва «Pixxelpoint». Крім того, у галереї проходять дискусії з проблем сучасного образотворчого мистецтва, майстер-класи (включаючи дитячі) і екскурсії по виставках. З моменту створення і до 2000 року галерея діяла під егідою місцевого краєзнавчого музею (Goriška Museum), після чого управління галереєю було передано Центру мистецтв Нової Гориці («будинку культури», Kulturni dom Nova Gorica).
Крім організації фестивалю «Pixxelpoint», в галереї проходить до 10 виставок на рік, які організовують місцеві куратори, так і запрошені іноземні фахівці. Персональні і групові виставки охоплюють практично всі жанри сучасного мистецтва; «міжнародна художня продукція» поєднується з роботами художників з Нова-Горіци. У 2000 році галерея почала створювати власну художню колекцію, ядром якої став сучасний живопис, створений після другої половини 1990-х; у колекції представлені і твори відео-арту.
У 2008 році галерея підготувала і провела масштабну групову виставку з власної колекції, під назвою «Естетика нового тисячоліття — вибрані твори словенського сучасного мистецтва» (Aesthetics of the New Millennium — Selected Works of Slovene Contemporary Art). Дана виставка була присвячена представникам покоління митців, які в середині 1990-х років закінчили Люблянську академію витончених мистецтв — а потім стали відомі на словенській арт-сцені. Художники Віктор Берник, Миха Болка, Уршула Берло, Арьян Прегль, Миха Штрукель і Сашо Врабич — а також і два скульптора, Боштян Дриновець і Прімож Пугель — представили місцевої аудиторії та туристам свої роботи.